# Zápas na Letních olympijských hrách 1972 – muži, řecko-římský do 68 kg
Zápas řecko-římský ve váhové kategorii do 68 kg na Letních olympijských hrách 1972 v Mnichově probíhal od 5. do 10. září. O medaile se utkalo 23 zápasníků.

## Turnajové výsledky
Byl použit systém eliminace zápornými body. Zápasník, který nasbíral 6 negativních bodů, byl vyřazen z dalších bojů. Když zůstali v turnaji poslední tři, rozhodlo o jejich konečném pořadí speciální finálové kolo. 
Legenda
- DNA — Nenastoupil
- TPP — Celkem trestných bodů
- MPP — Trestných bodů v zápase

Penalizace
- 0 — Lopatkové vítězství, vítězství pro pasivitu, zranění, nebo diskvalifikaci protivníka
- 0.5 — Vítězství pro technickou převahu
- 1 — Vítězství na body
- 2 — Remíza
- 2.5 — Remíza, pasivita
- 3 — Prohra na body
- 3.5 — Prohra pro technickou převahu soupeře
- 4 — Lopatková prohra, prohra z důvodu pasivity, zranění, nebo diskvalifikace

### Kolo 1
| TPP | MPP |                           | Čas  |                           | MPP | TPP |
| --- | --- | ------------------------- | ---- | ------------------------- | --- | --- |
| 3   | 3   | Veikko Lavonen (FIN)      |      | Stojan Apostolov (BUL)    | 1   | 1   |
| 1   | 1   | Mohammad Dalirian (IRI)   |      | Sotirios Nakos (GRE)      | 3   | 3   |
| 4   | 4   | Andrzej Supron (POL)      | 5:58 | Simion Popescu (ROU)      | 4   | 4   |
| 0   | 0   | Šamil Chisamutdinov (URS) | 6:29 | Gaber Mohamed (EGY)       | 4   | 4   |
| 0   | 0   | Seyyit Hışırlı (TUR)      | 8:26 | Josef Brötzner (AUT)      | 4   | 4   |
| 4   | 4   | Robert Buzzard (USA)      | 7:19 | Gian-Matteo Ranzi (ITA)   | 0   | 0   |
| 0   | 0   | Heinz Rhyn (SUI)          | 7:37 | Ole Sorensen (CAN)        | 4   | 4   |
| 0   | 0   | Takaši Tanoue (JPN)       | 6:47 | Mohamed Bahamou (MAR)     | 4   | 4   |
| 0   | 0   | Antal Steer (HUN)         | 4:00 | Alberto Bremauntz (MEX)   | 4   | 4   |
| 2.5 | 2.5 | Sreten Damjanović (YUG)   |      | Manfred Schöndorfer (FRG) | 2.5 | 2.5 |
| 3   | 3   | Djan-Aka Djan (AFG)       |      | Tage Juhl Weirum (DEN)    | 1   | 1   |
| 0   |     | Klaus-Peter Göpfert (GDR) |      | Bye                       |     |     |

### Kolo 2
| TPP | MPP |                           | Čas  |                           | MPP | TPP |
| --- | --- | ------------------------- | ---- | ------------------------- | --- | --- |
| 4   | 4   | Klaus-Peter Göpfert (GDR) | 5:32 | Veikko Lavonen (FIN)      | 4   | 7   |
| 1   | 0   | Stojan Apostolov (BUL)    | 2:32 | Mohammad Dalirian (IRI)   | 4   | 5   |
| 7   | 4   | Sotirios Nakos (GRE)      | 8:38 | Andrzej Supron (POL)      | 0   | 4   |
| 8   | 4   | Simion Popescu (ROU)      | 5:07 | Šamil Chisamutdinov (URS) | 0   | 0   |
| 0   | 0   | Seyyit Hışırlı (TUR)      | 5:32 | Robert Buzzard (USA)      | 4   | 8   |
| 7.5 | 3.5 | Josef Brötzner (AUT)      |      | Gian-Matteo Ranzi (ITA)   | 0.5 | 0.5 |
| 4   | 4   | Heinz Rhyn (SUI)          | 7:45 | Takaši Tanoue (JPN)       | 0   | 0   |
| 8   | 4   | Ole Sorensen (CAN)        | 1:00 | Mohamed Bahamou (MAR)     | 0   | 4   |
| 3   | 3   | Antal Steer (HUN)         |      | Sreten Damjanović (YUG)   | 1   | 3.5 |
| 8   | 4   | Alberto Bremauntz (MEX)   | 5:17 | Djan-Aka Djan (AFG)       | 0   | 3   |
| 2.5 | 0   | Manfred Schöndorfer (FRG) | 5:05 | Tage Juhl Weirum (DEN)    | 4   | 5   |
| 4   |     | Gaber Mohamed (EGY)       |      | DNA                       |     |     |

### Kolo 3
| TPP | MPP |                           | Čas  |                         | MPP | TPP |
| --- | --- | ------------------------- | ---- | ----------------------- | --- | --- |
| 8   | 4   | Klaus-Peter Göpfert (GDR) | 8:31 | Stojan Apostolov (BUL)  | 0   | 1   |
| 9   | 4   | Mohammad Dalirian (IRI)   | 2:26 | Andrzej Supron (POL)    | 0   | 4   |
| 1   | 1   | Šamil Chisamutdinov (URS) |      | Seyyit Hışırlı (TUR)    | 3   | 3   |
| 0.5 | 0   | Gian-Matteo Ranzi (ITA)   | 8:15 | Heinz Rhyn (SUI)        | 4   | 8   |
| 3   | 3   | Takaši Tanoue (JPN)       |      | Antal Steer (HUN)       | 1   | 4   |
| 8   | 4   | Mohamed Bahamou (MAR)     | 6:50 | Sreten Damjanović (YUG) | 0   | 3.5 |
| 2.5 | 0   | Manfred Schöndorfer (FRG) | 4:08 | Djan-Aka Djan (AFG)     | 4   | 7   |
| 5   |     | Tage Juhl Weirum (DEN)    |      | Bye                     |     |     |

### Kolo 4
| TPP | MPP |                        | Čas  |                           | MPP | TPP |
| --- | --- | ---------------------- | ---- | ------------------------- | --- | --- |
| 9   | 4   | Tage Juhl Weirum (DEN) | 2:56 | Stojan Apostolov (BUL)    | 0   | 1   |
| 8   | 4   | Andrzej Supron (POL)   | 8:10 | Šamil Chisamutdinov (URS) | 0   | 1   |
| 6   | 3   | Seyyit Hışırlı (TUR)   |      | Gian-Matteo Ranzi (ITA)   | 1   | 1.5 |
| 3   | 0   | Takaši Tanoue (JPN)    | 8:28 | Sreten Damjanović (YUG)   | 4   | 7.5 |
| 6   | 2   | Antal Steer (HUN)      |      | Manfred Schöndorfer (FRG) | 2   | 4.5 |

### Kolo 5
| TPP | MPP |                           | Čas |                           | MPP | TPP |
| --- | --- | ------------------------- | --- | ------------------------- | --- | --- |
| 4   | 3   | Stojan Apostolov (BUL)    |     | Šamil Chisamutdinov (URS) | 1   | 2   |
| 2.5 | 1   | Gian-Matteo Ranzi (ITA)   |     | Takaši Tanoue (JPN)       | 3   | 6   |
| 4.5 |     | Manfred Schöndorfer (FRG) |     | Bye                       |     |     |

### Kolo 6
| TPP | MPP |                           | Čas |                         | MPP | TPP |
| --- | --- | ------------------------- | --- | ----------------------- | --- | --- |
| 7.5 | 3   | Manfred Schöndorfer (FRG) |     | Stojan Apostolov (BUL)  | 1   | 5   |
| 2.5 | 0.5 | Šamil Chisamutdinov (URS) |     | Gian-Matteo Ranzi (ITA) | 3.5 | 6   |

### Finále
Výsledky z předchozích kol se započítávají do finále (žlutě zvýrazněno).
| TPP | MPP |                        | Čas |                           | MPP | TPP |
| --- | --- | ---------------------- | --- | ------------------------- | --- | --- |
| 3   | 3   | Stojan Apostolov (BUL) |     | Šamil Chisamutdinov (URS) | 1   | 1   |

## Finálové pořadí
1. Šamil Chisamutdinov (URS)
2. Stojan Apostolov (BUL)
3. Gian-Matteo Ranzi (ITA)
4. Manfred Schöndorfer (FRG)
5. Takaši Tanoue (JPN)
6. Antal Steer (HUN) a  Seyyit Hışırlı (TUR)